# Montalcino
Montalcino è un comune italiano di 5 590 abitanti della provincia di Siena in Toscana. Per estensione territoriale, risulta essere il comune più grande della provincia.
È una località nota per la produzione dei vini Brunello di Montalcino e del Rosso di Montalcino. Si colloca nel territorio a nord-ovest del Monte Amiata, alla fine della Val d'Orcia, sul confine amministrativo con la provincia di Grosseto.

## Geografia fisica

### Territorio
Il paesaggio si distende su un sistema collinare; nella zona del centro il paese sorge a un'altitudine di 564 m s.l.m., ma in alcuni punti della zona si superano i 600 m s.l.m. come poggio Osticcio (624 m s.l.m.), il passo del Lume Spento (621 m s.l.m.) e il poggio Civitella (661 m s.l.m.) dove si trovava un'antica fortezza etrusca.

### Clima
- Diffusività atmosferica: media, Ibimet CNR 2002

## Origine del nome
Sull'origine del nome di Montalcino esistono almeno due ipotesi. Alcuni ritengono derivi dal Mons Lucinus citato nel documento dell'814, nome in onore dalla dea Lucina o riferimento alla parola latina lucus, che significa "bosco sacro", o più genericamente "piccolo bosco". Altri, invece, fanno derivare il toponimo da Mons Ilcinus, dal latino mons ("monte") e ilex ("leccio"), cioè "monte dei lecci", pianta assai diffusa nella zona rappresentata anche nello stemma cittadino. Con il trascorrere dei secoli il nome, a ogni modo, si sarebbe poi trasformato, da Mons Lucinus o Mons Ilcinus, in Mons Elcinus, poi in Mont'Alcino e successivamente nell'attuale Montalcino.

## Storia

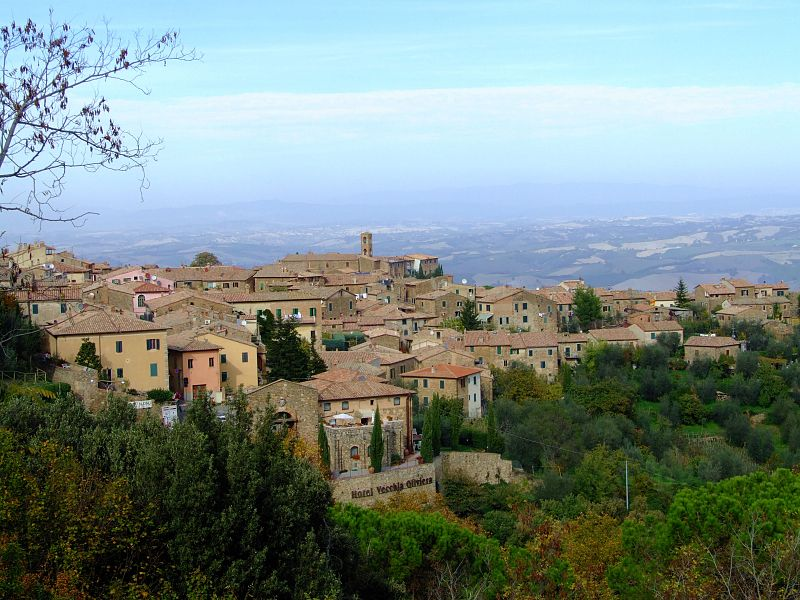
Veduta dell'abitato di Montalcino

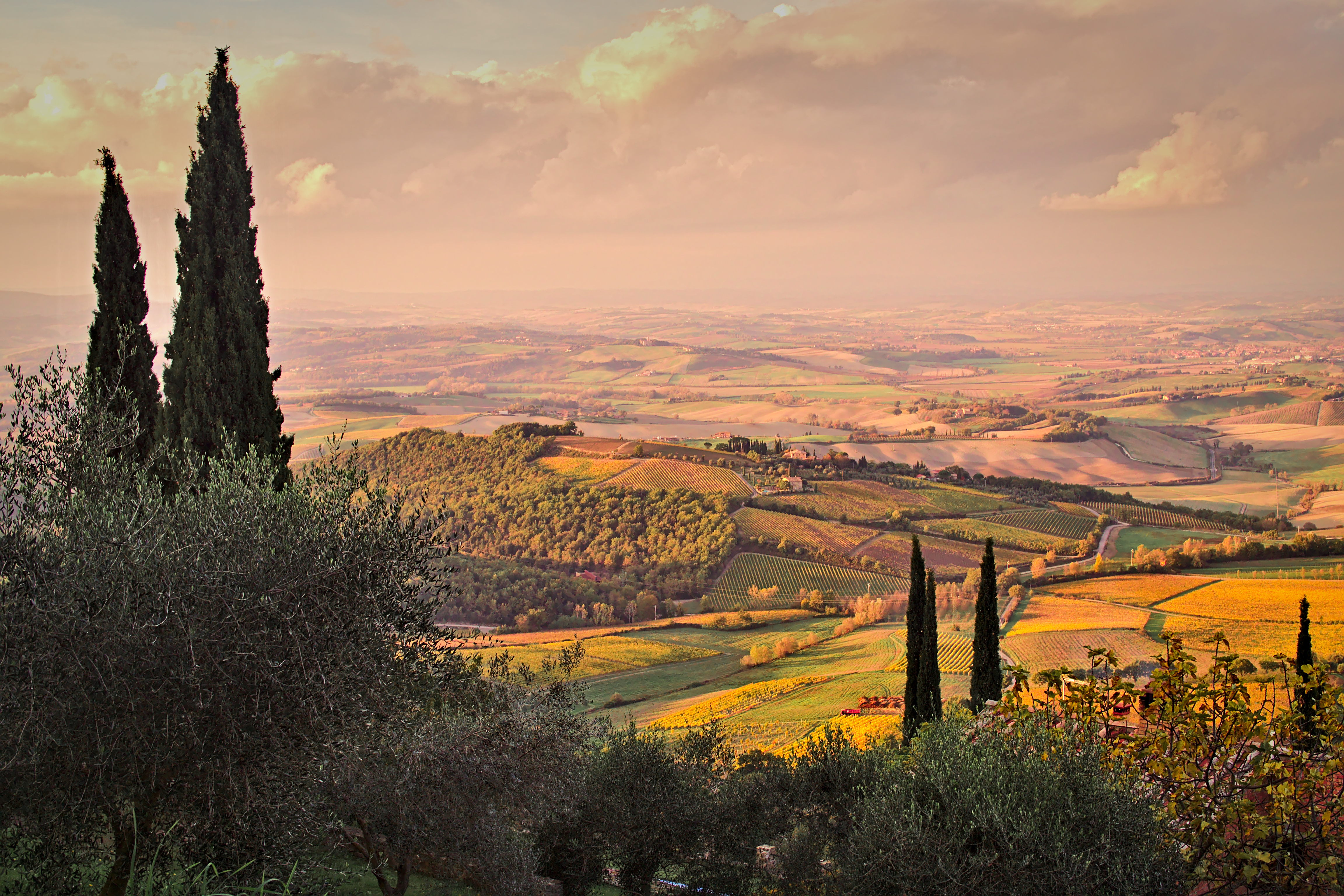
Vista da Montalcino

### Periodo etrusco
La più grande traccia lasciata dagli etruschi sul territorio montalcinese è il sito della fortezza di Poggio Civitella (VI-II sec. a.C.), ubicata a 2 km fuori dal paese. Dato che la collina di Montalcino, a quei tempi, era già famosa e data la presenza di questa importante fortezza, molto probabilmente la collina era già costellata di più centri abitati.

### Periodo romano
Durante il medioevo il centro abitato di Poggio Civitella continuò a vivere e nel luogo dell'attuale Abbazia di Sant'Antimo fu edificata una villa romana. Sulla collina di Montalcino, dove sorgeva la chiesa di Santa Margherita, fu probabilmente edificato un tempio romano.

### Medioevo

#### Prima menzione
Montalcino è menzionato per la prima volta in un documento del 29 dicembre 814, quando l'imperatore Ludovico il Pio concesse il territorio sub monte Lucini all'abate della vicina abbazia di Sant'Antimo.

#### Primo nucleo
Per via delle numerose incursioni fatte dai saraceni nella maremma, tra l'830 e l'846, agli abitanti di Roselle furono concessi la protezione e il permesso di costruire di villaggi sulla collina di Montalcino, zona strategica, da parte dell'abate di Sant'Antimo, che deteneva il controllo del territorio. Dunque si andarono a costruire 4 piccoli nuclei: Sant'Angelo in Castelvecchio (zona chiesa di San Francesco), Santa Lucia (zona via Santa Lucia), Santa Margherita (zona via Donnoli) e il Poggio (zona Duomo). I piccoli nuclei, espandendosi sempre di più nel tempo, andarono ad unirsi portando alla creazione del vero primo nucleo di Montalcino.

#### I primi anni
Grazie alla posizione della città, dominante la cima di una collina, dai suoi viali la vista può spaziare sulle valli dell'Ombrone e dell'Asso.
Nel 1100 Montalcino contava già ben circa 4000 abitanti e intorno a quest'anno fu costruita la prima cinta muraria dotata di 5 porte e 13 torri. In questi anni Montalcino divenne Comune autonomo: nel 1191 era retto dal podestà Enrico da Parlascio e nel 1235 da Jacopo degli Uberti, padre del celebre Farinata.

#### I continui vai e vieni
Nel 1176 Montalcino fu alleato di Siena nella guerra che quest'ultima perse contro Firenze. Nel 1199 Siena pose assedio a Montalcino, che durò ben 16 mesi, terminato con la vittoria senese e la distruzione di buona parte del castello. Comunque da lì a poco Montalcino riottenne la sua indipendenza. Il 29 marzo del 1201 Siena e Firenze siglarono, nella chiesa di S.Miniato a Fonterutoli, un accordo di pace: quest'ultimo stabiliva che Firenze doveva diventare nemico di Montalcino ed in più doveva aiutare Siena, con 100 cavalli e 1000 fanti, nella guerra che quest'ultima avrebbe condotto contro Montalcino. Dunque da li a poco iniziò un altro assedio, che durò fino al 27 settembre 1202, giorno in cui Montalcino cadde e fu distrutto. Nel 1207 Montalcino, supportato da Firenze, si ribellò a Siena che vi ripose assedio e lo riconquistò; ma a causa del riinizio delle ostilità con Firenze, Siena fu costretta a cedere Montalcino nel 1210. L'indipendenza di quest'ultimo, anche qui, durò poco perché il 13 (a Sant'Egidio) ed il 18 (a Sant'Antimo) giugno 1212, fu stabilito un accordo tra l'abate di Sant'Antimo, Montalcino e Siena, con cui quest'ultima, tolto il diritto giurisdizionale all'abate, sottomise 1/4 dei territori montalcinesi. L'accordo prevedeva molte clausole, che i montalcinesi dovettero accettare, come: la partecipazione del popolo ilcinese, a sue spese, alle guerre condotte da Siena; la disponibilità di tutti i cavalli per Siena; l'accettazione del diritto di albergheria per i masnadieri senesi; nessun pedaggio di dazio doveva essere imposto ai senesi.
I giuramenti fatti dai montalcinesi sotto costrizione di Siena, testimoniano, per la prima volta, che Montalcino, ai tempi, era diviso in ben 5 popoli: quelli della Pieve, di Canonica, di San Lorenzo, di Collegatti (o Collegattoli) e di Castelvecchio.
Ma i montalcinesi, forti dell'appoggio di Firenze e Orvieto (accomunati dal fatto di essere guelfi), iniziarono nuovamente a rivoltarsi a Siena, costringendola a riassediarlo nel 1219, nel 1232 e nel 1252. Nel novembre 1252, i montalcinesi furono soccorsi da Firenze, che mise in rotta i sanesi; a seguito di quest'evento i fiorentini lasciarono le loro milizie in territorio montalcinese, e misero a ferro e fuoco il contado senese, fino a quando i senesi non hanno chiesto la pace nel 1254, pace che fu accettata e Siena fu costretta a lasciare ai fiorentini l'intera tutela del paese e degli abitanti di Montalcino. Il 4 settembre 1260 avvenne la battaglia di Montaperti, in cui i Ghibellini (Siena ed alleati) sbaragliarono i Guelfi (Firenze ed alleati). Un rogito di ser Orlando del fu Ottaviano, scritto a Siena l'8 settembre 1260, dice che, in quel giorno, un certo numero di montalcinesi si presentarono in Piazza del Campo per accettare i patti imposti dai senesi, annullando le convenzioni che avevano giurato ai fiorentini. Dopodiché in senesi distrussero sia la città che le campagne ilcinesi. Con il passare degli anni gli animi si andarono a calmare. Nel 1287 il Consiglio Generale di Siena deliberò la spesa di ben 2000 lire della Repubblica per acquistare proprietà a favore dei fuoriusciti montalcinesi. Un altro segno di riavvicinamento fra i 2 popoli è la misura presa a Siena dal Consiglio Generale della Campana, quando il 28 aprile 1295 fu approvata la relazione dei confini tra Montalcino e Torrenieri (tra cui vi erano stati accesi scontri): confini che sono stati descritti nell'esame dei testimoni fatto dai depurati dei Signori Nove di Siena.
Montalcino però, legato ancora a Firenze, ritornò autonomo nel 1269. Solo a metà del XIV secolo, Montalcino fu inserito ufficialmente nel dominio territoriale di Siena e i montalcinesi ebbero la cittadinanza senese.

#### La nuova ripartizione
Montalcino, ad imitazione di Siena, fu ripartito anch'esso in Terzieri:
- S.Salvatore, a est (attuale Quartiere Ruga)
- S.Angelo in Castelvecchio, a ovest (attuali Quartieri Pianello e Travaglio)
- S.Egidio, a sud (attuali Quartieri Borghetto e Travaglio)

Bisogna specificare che i Terzieri non avevano solo un ruolo territoriale, ma anche un elevato ruolo politico in quanto l'amministrazione politica del tempo era segnata da questa ripartizione: infatti da quest'ultima si nominavano i priori e sempre da questa dipendevano tutte le magistrature montalcinesi (la più importante era il "Consiglio Generale della Campana")

#### I papi
Nel 1462 Montalcino, insieme a Pienza, ottenne da Pio II il nome di città, e sempre dallo stesso papa fu fatta diocesi (13 agosto). Nel 1526 resistette alle truppe (composte da 8000 soldati) di Clemente VII, che assediarono la città di Montalcino tra l'11 ed il 13 luglio: a fine scontri si contarono più di cento morti e altrettanti feriti tra gli assalitori; e solo 4 morti e 2 feriti tra i montalcinesi.

#### L'economia
In epoca medievale l'attività economica prevalente era la conceria e Montalcino disponeva di numerose fabbriche per la lavorazione del cuoio, fabbriche che erano celebri per la qualità dei loro prodotti. In seguito, com'è successo a molti centri abitati della provincia di Siena, anche Montalcino conobbe una gravissima crisi economica e demografica.

#### Guerra di Siena
Nel 1540, l’Impero Spagnolo pone a Siena una guarnigione di 3000 soldati, con lo scopo di costituirvi una guarnigione. Nel 1548, Carlo V inviò a capo della guarnigione don Diego de Mendoza, per rompere lo spirito di libertà senese che si era manifestato durante numerosi episodi di insubordinazione da parte dei senesi nei confronti degli spagnoli.
Il 26 luglio 1552, Siena e i comuni senesi insorsero contro gli spagnoli, dando inizio alla guerra di Siena.
Il 27 marzo Montalcino, dopo l’assedio di Monticchiello terminato con la conquista di quest’ultimo da parte degli spagnoli, fu messa sotto assedio dalle truppe ispano-fiorentine, uscendone vittorioso il 15 di giugno 1553. Il 21 aprile 1555 Siena fu conquistata dagli ispano-fiorentini, e migliaia di esuli Senesi si stabilirono nel territorio di Montalcino, dove fondarono la Repubblica di Siena riparata in Montalcino, organizzata dal maresciallo Piero Strozzi e dai capi del partito repubblicano nemici del duca Cosimo de' Medici; e simbolo dell'ultimo tentativo di indipendenza senese.
La nuova repubblica, per quanto riguarda il governo, fu modellata a somiglianza di quella di Siena. Un magistrato governativo supremo composto di quattro soggetti, che presero il titolo di Deputati alla difesa della libertà senese, era presieduto dal Capitano del Popolo, e a nome di questo magistrato si bandivano regolamenti, ordini e leggi. Inoltre furono coniate monete di rame, d'argento e d'oro.
Montalcino resistette per ben 4 anni fino al 2/3 aprile 1559, quando Montalcino rimasto ultimo comune libero d'Italia, dopo il trattato di pace di Cateau-Cambrésis, Montalcino dovette arrendersi, consegnarsi e prestare giuramento al duca di Firenze. Subito dopo Montalcino, Siena dovette cedere gli ultimi comuni: Piancastagnaio, Radicofani, Roccastrada, San Casciano, San Quirico d'Orcia e Pienza (ripresa poco tempo prima dal generale Strozzi).

### Granducato di Toscana
Grazie alla caduta della Repubblica di Siena e la conquista di quest’ultima da parte del Ducato di Firenze, si andò a formare, il 27 agosto 1569 con bolla emessa da papa Pio V, il Granducato di Toscana e Ducati di Firenze e Siena. Di conseguenza Montalcino entrò a far parte del Granducato di Toscana.

#### Le tracce dei Medici a Montalcino
Dopo la caduta della Repubblica senese, i Medici a Montalcino fecero ampliare il bastione di San Giovanni e rialzare il torrione del palazzo dei Priori, facendo loro raggiungere le dimensioni odierne. In più i Medici per lasciare ovviamente il segno del loro dominio sulla città, aggiunsero a tanti palazzi e opere difensive lo stemma mediceo; un esempio è proprio il palazzo dei Priori.

#### Le numerose produzioni a Montalcino
Tra il XVIII ed il XIX secolo sul territorio ilcinese vi erano numerose fornaci di ceramiche, filande per il trattamento della seta, concerie, fabbriche di cappelli in feltro e vetrerie. In più vi erano una cereria ed una tintoria, in più era molto diffusa la tessitura di panni di canapa. Sul campo agricolo le produzioni sono sempre le stesse: uva per la produzione di vino (specialmente Moscadello, vino molto conosciuto e venduto) e grano.

#### Il nuovo comune
Nel 1777, con le riforme amministrative emanate dal granduca Leopoldo II d’Asburgo-Lorena, i piccoli comuni di Torrenieri, Sant’Angelo in Colle, Castelnuovo dell’Abate e Camigliano furono inglobati nel comune di Montalcino.

### Risorgimento
Furono numerosi i montalcinesi che presero parte al Risorgimento italiano.
Il montalcinese Sebastiano Brigidi nel 1833 era iscritto alla "Giovine Italia” di Giuseppe Mazzini ed assieme al concittadino Domenico Padelletti fu rappresentante della città al Parlamento Toscano durante il triumvirato costituito da Giuseppe Montanelli, Francesco Domenico Guerrazzi e Giuseppe Mazzoni.
Nel 1848 sette giovani studenti montalcinesi presero parte, assieme al battaglione toscano, alla battaglia di Curtatone e Montanara contro gli austriaci: Boccardi Metello (morto), Costanti Curzio, Davini Luigi, Santi Francesco, Santini Silvano, Franci Salvatore, Padelletti Pierfrancesco.
Nel 1859, Giovanni Battista Fedolfi, a soli 14 anni, decise di seguire Giuseppe Garibaldi, partecipando, poi, alla Battaglia di Bezzecca, nel 1866 ed a quella di Mentana, nel 1867. Fu sepolto a Siena, nel Quadrilatero dei garibaldini del Cimitero del Laterino, con la camicia rossa.
Un altro di questi fu Fortunato Fortunati che prese parte allo sbarco a Marsala con i 1000 di Garibaldi l’11 maggio 1860.

### Regno d’Italia
Nel 1860 Montalcino entrò a far parte del Regno d'Italia, dove venne inserito nella provincia di Siena, nel circondario di Siena e nel VII mandamento di quest'ultimo (mandamento di Montalcino).
A seguito dell’entrata nel Regno d’Italia, Montalcino ebbe un grande sviluppo, che non si vedeva oramai da secoli: fu costruita la ferrovia Asciano-Grosseto che passava per le stazioni di Torrenieri, Monte Amiata Scalo, Sant’Angelo Scalo a partire dal 1865, con l’apertura della linea Asciano-Monte Antico; Furono costruite numerose strade e ponti per collegarsi con il Monte Amiata e con la Maremma. Furono realizzate anche grandi opere pubbliche come la costruzione della Casa di Riposo e dell’acquedotto per il trasporto dell’acqua dalle sorgenti del Monte Amiata a Montalcino. Anche dal punto di vista sociale e culturale furono fatti dei grandi progressi con la costituzione delle società operaie di mutuo soccorso, la costruzione di stabilimenti a vapore per il molino e l’arrivo della luce elettrica (1902).

### XX secolo

#### Il secondo dopoguerra
Nel dopoguerra tra i montalcinesi scorreva una voglia di rinascita, di ripresa e di dimenticare quello che era stata la guerra. A Montalcino vi erano molte botteghe artigiane: 25 botteghe di calzolai, molti falegnami, molti fabbri e molti sarti. I boschi erano abitati da circa 800 boscaioli che da settembre a giugno abitavano in capanne, a volte con la famiglia. Nel biennio 1956/57 Montalcino fu colpito da una grossa crisi economica, a causa del mercato, che non voleva più la legna, ma il petrolio. Quindi i boscaioli e i contadini iniziarono ad andare via dalla zona, andando nelle grandi città per un futuro migliore. Tutto questo comportò alla perdita del lavoro a quasi il 30% della manodopera. Di conseguenza con i boschi e le campagne vuote, anche la maggior parte degli artigiani, che lavoravano soprattutto per contadini e boscaioli, lasciarono Montalcino. La crisi fu risolta sfruttando i prodotti del territorio, quindi il comune decise di investire soprattutto nelle campagne (oliveti e vigneti).

#### La veloce risalita economica
Subito negli anni '60, a Montalcino, l’economia iniziò a risalire, soprattutto nel campo agricolo, grazie all’investimento che hanno fatto la maggior parte dei contadini nel vino: la fortuna di Montalcino è stata quella di trovarsi al centro di una delle più importanti zone di coltivazione di uva. Il territorio, infatti, è celebrato per la presenza di vigneti di Sangiovese dai quali si ottiene il famoso Brunello di Montalcino e che vengono utilizzati, inoltre, per la produzione di due altri vini DOC: il Rosso di Montalcino e il Sant'Antimo. Il primo (Brunello) iniziava ad avere grande commercio in tutta Italia: nel 1960, fu etichettato con il marchio DOC, e nel 1980 con quello DOCG. Da qui iniziò il grande successo economico di Montalcino.

### XXI secolo
Il 1º gennaio 2017 il comune di Montalcino si è fuso con quello di San Giovanni d'Asso; il nuovo comune ha mantenuto la denominazione di Montalcino. Con questa fusione il nuovo comune è diventato il 36º comune più grande d'Italia per estensione, nonché il 5º della Toscana e il 1º della provincia di Siena.

### Simboli
Lo stemma è un'arma parlante con riferimento all'ipotesi che il nome della città derivi dai vocaboli latini mons ("monte") e ilcinus (da ilex, "leccio"). Il gonfalone è un drappo di bianco.

## Monumenti e luoghi d'interesse

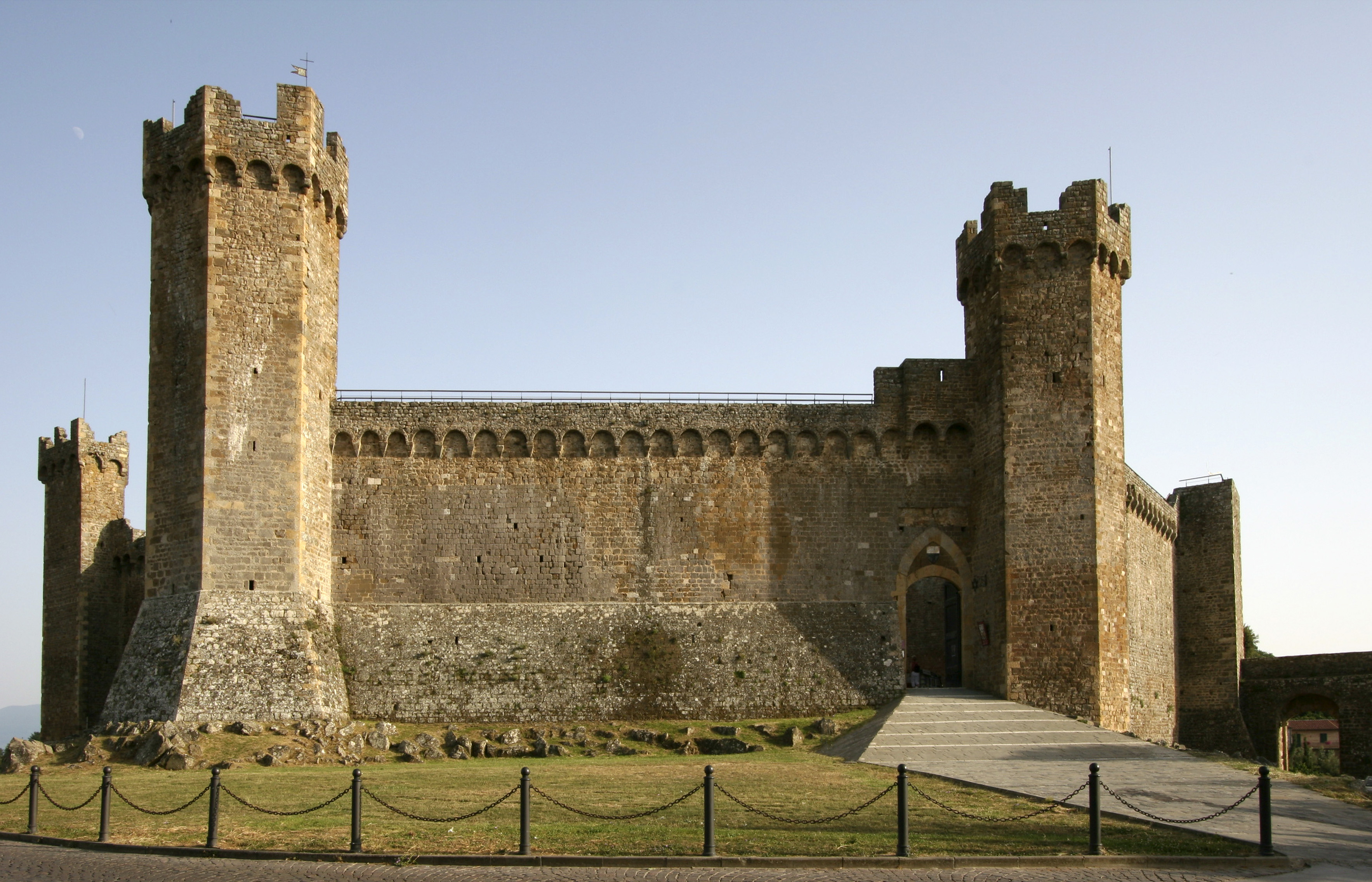
La fortezza di Montalcino

### Architetture religiose

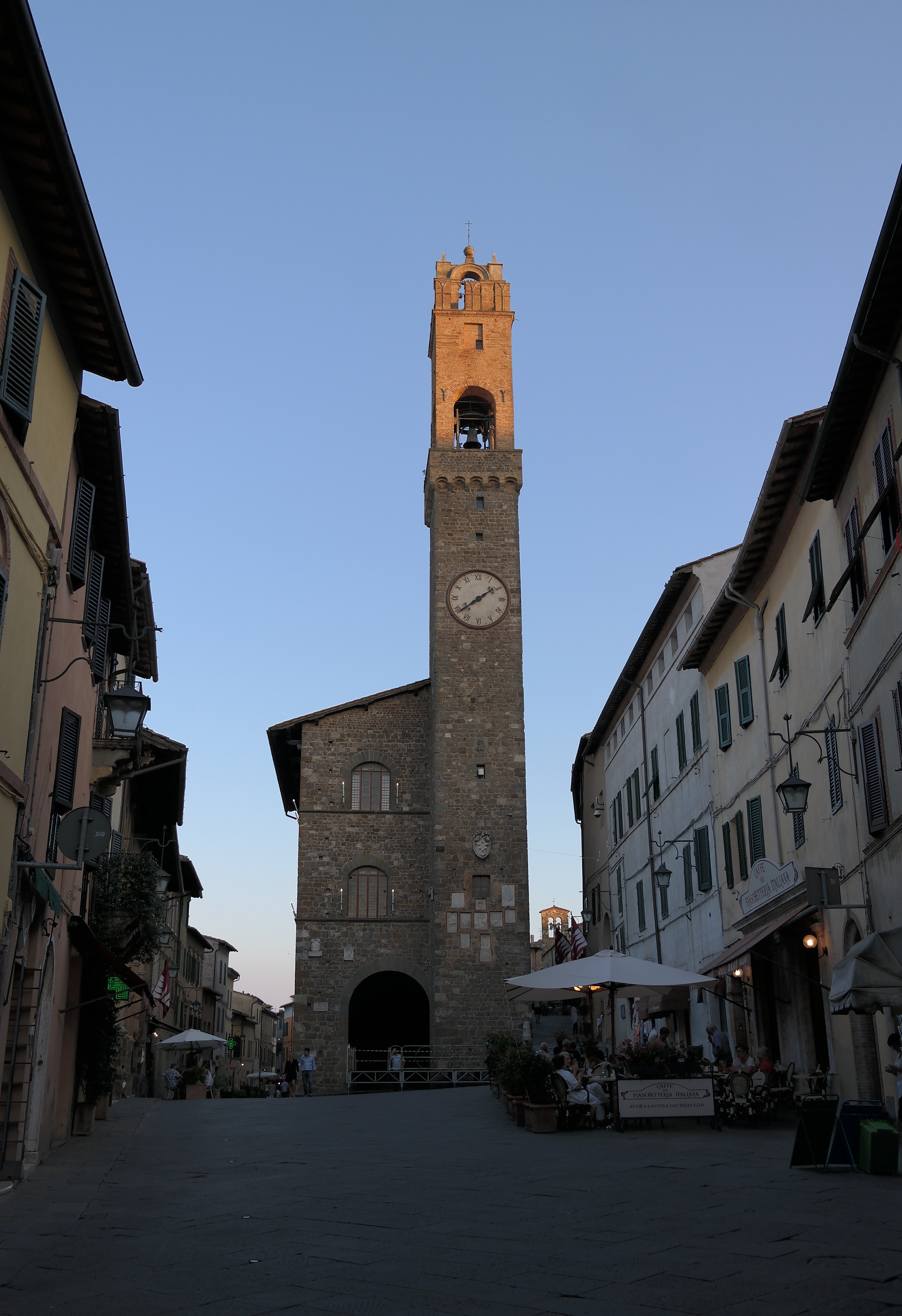
Palazzo dei Priori

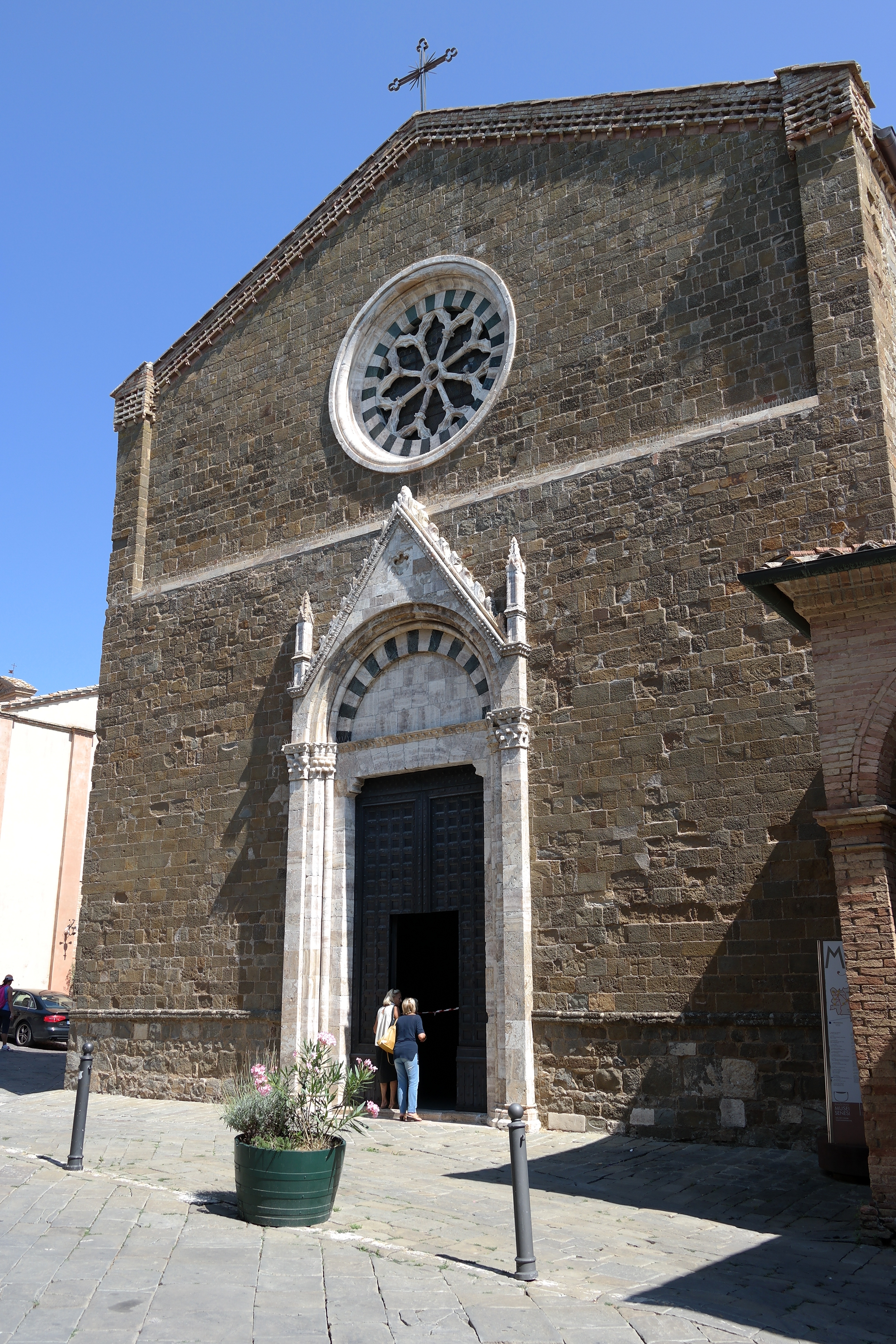
Chiesa di Sant'Agostino

#### Duomo di Montalcino
Principale edificio religioso del comune, è concattedrale dell'arcidiocesi di Siena-Colle di Val d'Elsa-Montalcino. Dedicato al Santissimo Salvatore, è stato originariamente costruito nel XIV secolo, ma si presenta in stile neoclassico a causa dei lavori di ristrutturazione che ha subito nei primi anni del XIX secolo sotto la direzione dell'architetto senese Agostino Fantastici.
Ex Palazzo Vescovile
L'ex Palazzo Vescovile è stato uno degli edifici religiosi più importanti a Montalcino, essendo la residenza del vescovo della Diocesi.

#### Chiese parrocchiali
- Chiesa di Sant'Egidio
- Chiesa di San Lorenzo a Monterongriffoli
- Chiesa di Santa Maria Maddalena a Torrenieri
- Pieve di San Giovanni Battista a San Giovanni d'Asso
- Pieve di San Michele Arcangelo a Sant'Angelo in Colle
- Pieve della Santissima Annunziata a Montisi
- Pieve dei Santi Filippo e Giacomo a Castelnuovo dell'Abate

#### Altre chiese

##### Chiese di Montalcino
- Chiesa dei Bianchi
- Chiesa del Corpus Domini
- Chiesa della Madonna del Soccorso
- Chiesa di San Francesco
- Chiesa di San Lorenzo in San Pietro
- Chiesa di Sant'Agostino
- Chiesa di Sant'Antonio Abate
- Chiesa di Santa Croce
- Chiesa di Santa Maria delle Grazie
- Chiesa della Madonna del Latte.

##### Chiese nelle frazioni
- Pieve dei Santi Biagio e Donato a Camigliano
- Chiesa di San Michele, in località Castiglione del Bosco
- Pieve di San Sigismondo a Poggio alle Mura
- Chiesa della Madonna della Misericordia a Sant'Angelo in Colle
- Chiesa di San Giuseppe lavoratore a Sant'Angelo Scalo
- Pieve di Santa Restituta, in località Santa Restituta
- Chiesa di San Pancrazio ad Argiano
- Chiesa di San Pietro in Villore a San Giovanni d'Asso
- Chiesa della Misericordia a San Giovanni d'Asso
- Chiesa della Madonna del Tribbio a San Giovanni d'Asso
- Chiesa delle Sante Flora e Lucilla a Montisi
- Chiesa di Santa Lucia a Montisi
- Santuario della Madonna delle Nevi a Montisi
- Chiesa di San Biagio a Montelifré
- Ex pieve di Santa Maria a Pava, in località Pieve a Pava
- Pieve di San Pietro a Pava, in località Pieve a Pava
- Pieve della Natività di Maria, in località Pieve a Salti
- Chiesa di San Lorenzo a Vergelle
- Chiesa di San Biagio a Lucignano d'Asso

#### Abbazie e conventi
- Abbazia di Sant'Antimo
- Badia Ardenga
- Convento dell'Osservanza

#### Cappelle e oratori
- Cappella della Croce a Montisi
- Cappella di San Rocco a Montisi
- Cappella di Sant Antonio a Romitorio
- Cappella di Santa Caterina d'Alessandria a Montisi
- Oratorio di Sant'Antonio abate della compagnia del Santissimo Sacramento a Montisi
- Oratorio della Compagnia del Santissimo Rosario a Lucignano d'Asso
- Oratorio della Compagnia di San Rocco a Torrenieri

### Architetture civili
- La piazza principale di Montalcino è Piazza del Popolo: L'edificio principale della piazza è il palazzo comunale, che si chiama Palazzo dei Priori (fine XIII secolo inizi del XIV). Il palazzo è adornato con gli stemmi araldici dei numerosi podestà che hanno governato la città nel corso dei secoli. Un'altissima torre medievale è incorporata nel palazzo. Vicino al palazzo comunale, si trova una struttura rinascimentale con sei archi a tutto sesto, chiamata La Loggia, che è stata iniziata alla fine del XIV secolo, e finita nei primi anni del XV, ma che ha subito numerosi lavori di restauro nel corso dei secoli successivi.
- Teatro degli Astrusi
- l'ex Spedale di Santa Maria della Croce.
- Palazzo Pieri Nerli
- Fonti Castellane, degli Appicciati e Fontebuia.

### Architetture militari
Le mura di Montalcino sono state costruite nel XII secolo.
- Fortezza di Montalcino costruita nel punto più alto della città nel 1361, ha struttura pentagonale ed è stata progettata dagli architetti senesi, Mino Foresi e Domenico di Feo. La fortezza incorpora alcune delle preesistenti strutture tra cui il bastione di San Martino, la torre di San Giovanni e un'antica basilica, che ora serve come cappella del castello.
- Castello Romitorio, già esistente in epoca romana, la attuale fortezza è stata edificata nei primi del 1500 da Giuliano da Sangallo.
- Castello di Argiano Il primo nucleo del castello viene citato in un documento di Ludovico il Pio nell'VIII secolo. La costruzione del castello nelle forme attuali risale al XII secolo.
- Castello Banfi
- Castello di Velona
- Castello Tricerchi

### Siti archeologici

#### Sito di Poggio alle Mura
Nel 2007, in località Poggio alle Mura, sono stati rinvenuti i resti fossili di una balena vissuta nella zona oltre quattro milioni di anni fa, nel periodo pliocenico in cui le calde acque del mare tirrenico ricoprivano l'area occupata dagli attuali vigneti.

#### Pieve a Pava
La pieve di San Pietro a Pava era un edificio religioso che sorgeva in località Pieve a Pava, nel comune di Montalcino.
Sorse nei secoli IV-V presso il vicus romano di Pava, e apparteneva alla diocesi di Arezzo. Lo studio e la conservazione di questa zona sono gestiti dalla Fondazione Paesaggi Archeologici della Val d'Asso Onlus, che ha sede nel paese.

#### Poggio Civitella
Poggio Civitella, a circa 2 km da Montalcino; sito etrusco datato al VI fino al III secolo a.C..

## Società

### Evoluzione demografica
Abitanti censiti

### Etnie e minoranze straniere
Secondo i dati ISTAT al 1º gennaio 2024 la popolazione straniera residente era di 859 persone. Le nazionalità maggiormente rappresentate in base alla loro percentuale sul totale della popolazione straniera erano:
- Romania 120 13,9%
- Albania 116 13,5%
- Kosovo 90 10,5%
- Tunisia 67 7,8%
- Germania 34 4,0%

## Cultura

### Musei
L'edificio adiacente alla chiesa di Sant'Agostino, costruito originariamente come convento, è sede del Musei riuniti, che è sia un museo civico sia un museo diocesano. Il museo ospita varie opere, tra cui un crocifisso ligneo di ignoto artista di scuola senese, due bellissime sculture lignee XV secolo e alcune altre sculture in terracotta che sembrano essere della scuola dei Della Robbia. La collezione comprende anche un San Pietro e San Paolo di Ambrogio Lorenzetti e una Madonna col Bambino di Simone Martini.

## Geografia antropica

### Frazioni
Il territorio comunale di Montalcino, oltre al centro abitato capoluogo (567 m s.l.m., 2 121 abitanti), possiede sette frazioni:
- Camigliano (234 m s.l.m., 32 abitanti)[16]
- Castelnuovo dell'Abate (385 m s.l.m., 231 abitanti)[16]
- Montisi (412 m s.l.m., 298 abitanti)[16]
- San Giovanni d'Asso (310 m s.l.m., 329 abitanti)[16]
- Sant'Angelo in Colle (444 m s.l.m., 204 abitanti)[16]
- Sant'Angelo Scalo (106 m s.l.m., 194 abitanti)[16]
- Torrenieri (258 m s.l.m., 1 342 abitanti)[16]

### Altre località del territorio
Possiedono invece lo stato di nuclei abitati o borgate le seguenti località: La Croce, Lucignano d'Asso, Monte Amiata Scalo, Montelifré, Monterongriffoli, Poggio alle Mura, Tavernelle e Vergelle.
Altre località notevoli sono invece quelle di Argiano, Badia Ardenga, Castelgiocondo, Castelletto Accarigi, Castel Verdelli, Castiglione del Bosco, Lambertone, Montosoli, Nacciarello, Pieve a Pava, Pieve a Salti, Romitorio, Santa Restituta, Sodole, Velona, Vergelle, Villa a Tolli, Villa Ferrano.

## Amministrazione
Di seguito è presentata una tabella relativa alle amministrazioni che si sono succedute nel comune.
| Periodo         | Periodo         | Primo cittadino                | Partito                                                        | Carica            | Note   |
| --------------- | --------------- | ------------------------------ | -------------------------------------------------------------- | ----------------- | ------ |
| 6 luglio 1985   | 24 maggio 1990  | Mario Bindi                    | Partito Comunista Italiano                                     | Sindaco           | [ 17 ] |
| 24 maggio 1990  | 24 aprile 1995  | Mauro Guerrini                 | Partito Democratico della Sinistra, Partito Comunista Italiano | Sindaco           | [ 17 ] |
| 24 aprile 1995  | 14 giugno 1999  | Mauro Guerrini                 | lista civica                                                   | Sindaco           | [ 17 ] |
| 14 giugno 1999  | 14 giugno 2004  | Massimo Ferretti               | lista civica                                                   | Sindaco           | [ 17 ] |
| 14 giugno 2004  | 2 aprile 2006   | Massimo Ferretti               | centro-sinistra                                                | Sindaco           | [ 17 ] |
| 2 aprile 2006   | 29 maggio 2007  | Claudio Cesarini               | centro-sinistra                                                | Vicesindaco f.f.  | [ 17 ] |
| 29 maggio 2007  | 7 maggio 2012   | Maurizio Buffi                 | L'Unione                                                       | Sindaco           | [ 17 ] |
| 7 maggio 2012   | 1º gennaio 2017 | Silvio Franceschelli           | PD, SEL, PSI                                                   | Sindaco           | [ 17 ] |
| 1º gennaio 2017 | 13 giugno 2017  | Maria Teresa Cattarin Franzero | —                                                              | Comm. prefettizio | [ 18 ] |
| 13 giugno 2017  | in carica       | Silvio Franceschelli           | PD, lista civica                                               | Sindaco           | [ 17 ] |

## Sport
Hanno sede nel comune la società di calcio A.S.D. Montalcino che ha disputato campionati dilettantistici regionali (attualmente in Prima categoria 2024/25), l’associazione sportiva Libertas che opera nei settori della pallavolo e del tennis, e la società di tiro con l'arco A.S.D. Compagnia Ilcinese Arcieri Montalcino.
Il comune ha ospitato tre tappe del Giro d'Italia: nel 1987 la 4ª tappa, Camaiore-Montalcino è stata vinta da Moreno Argentin; nel 2010 la 7ª tappa, Carrara-Montalcino è stata vinta da Cadel Evans, mentre nel 2021 l'11ª tappa Perugia-Montalcino è stata vinta dallo svizzero Mauro Schmid. Dal 2017 a maggio si tiene Eroica Montalcino, edizione primaverile de L'Eroica.

### Vini
- Brunello di Montalcino
- Rosso di Montalcino
- Sant'Antimo (vino)
- Moscadello di Montalcino